# Sikulan
Sikulan is een bestuurslaag in het regentschap Pandeglang van de provincie Banten, Indonesië. Sikulan telt 2066 inwoners (volkstelling 2010).